# Квитневое (Александрийский район)
Квитневое (укр. Квітневе) — посёлок в Новопражской поселковой общине Александрийского района Кировоградской области Украины.
Население по переписи 2001 года составляло 354 человека. Почтовый индекс — 28044. Телефонный код — 5235. Код КОАТУУ — 3520387303.